# دبي الجنوب
دبي الجنوب إحدى مناطق مدينة دبي، تعد حلقة وصل تربط مطار آل مكتوم الدولي بميناء جبل علي، كما إنها تضم منطقة إكسبو 2020. تمتد دبي الجنوب على مساحة 145 كلم² ويسكنها مليون نسمة. أنشأت بأمر الشيخ محمد بن راشد آل مكتوم، لتمثل مستقبل دبي وتعزز موقعها بوصفها مركز أعمال عالمي، وواحدة من أهم خمسة مراكز عالمية للتجارة والنقل. هيأت المنطقة للاستثمار ولتكون مركزًا للتجمعات الاقتصادية.
يتمتع المستثمرون ببيئة ذكية ومستدامة وانخفاض في  التكلفة التشغيلية و قرب المدينة  من ميناء جبل علي  مما يعطيهم أفضلية تنافسية، ومن المتوقع أن تؤمن  المدينة 500 آلف وظيفة عمل خلال السنوات القادمة.

## جغرافيا

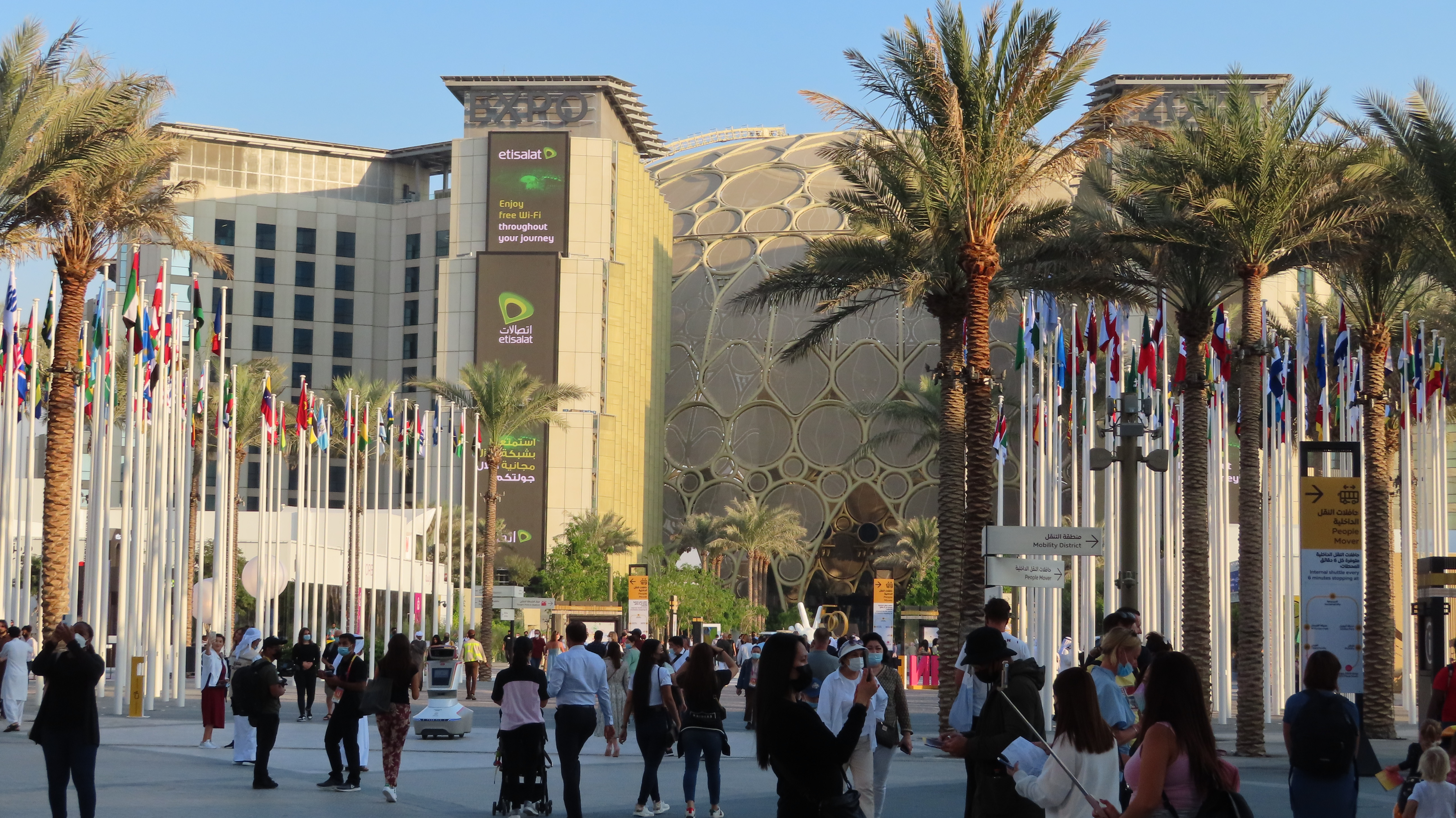
اكسبو 2020

تنقسم دبي الجنوب إلى ثماني مناطق فرعية:
- المنطقة التجارية
- منطقة الجولف: حيث تقع فلل إعمار الجنوبية دبي.
- منطقة الخدمات الإنسانية
- المنطقة اللوجستية
- منطقة الطيران
- مجمع الأعمال: وهي منطقة حرة.
- منطقة المعارض: تضم موقع معرض إكسبو 2020.
- المنطقة السكنية.

## وصلات خارجية
- دبي الجنوب